# Čampore
Čampore (tržaško-beneško Ciampore, italijansko Chiampore) so zaselek Občine Milje v Pokrajini Trst, okoli 2 km jugozahodno od središča Milj. Čampore ležijo tik ob italijansko-slovenski meji, v bližini sosednjega Kolombana.

## Zgodovina
Med »operacijo vrtnarstvo«, s katero je bilo nekaj zaselkov iz cone A prenesenih v cono B Svobodnega tržaškega ozemlja, sta župnijska cerkev in šola ostali v Italiji, Ljudski dom Alme Vivoda, lokalna podružnica Komunistične partije Svobodnega tržaškega ozemlja, pa je bila priključena coni B.